# Francis Piasecki
Pour les articles homonymes, voir Piasecki.
Francis Piasecki est un footballeur français né le 28 juillet 1951 à Talange (Moselle) et mort le 6 mars 2018 à Strasbourg,. Il a été milieu de terrain au Racing Club de Strasbourg

## Biographie
Membre d' l'équipe de France espoirs dès 1971, il marque un superbe but avec Sochaux en 1972, après avoir réalisé plusieurs dribbles puis tiré dans un angle fermé.

## Carrière de joueur
- Août-déc. 1970 :  FC Metz
- 01-06/1971 :  US Valenciennes-Anzin (prêt)
- 1971-1973 :  FC Metz
- 1973-1975 :  FC Sochaux-Montbéliard
- 1975-1977 :  Paris SG
- 1977-1985 :  RC Strasbourg[4]

## Carrière d'entraîneur
- Déc. 1985-sept. 1986 :  RC Strasbourg

## Palmarès
- International A en 1978 et 1979 (3 sélections)
- Champion de France en 1979 avec le RC Strasbourg
- 478 matches et 96 buts marqués en Division 1